# Tephroseris tundricola
Tephroseris tundricola là một loài thực vật có hoa trong họ Cúc. Loài này được (Tolm.) Holub miêu tả khoa học đầu tiên năm 1973.